# おっさんずラブ -in the sky- オリジナル・サウンドトラック
『おっさんずラブ -in the sky- オリジナル・サウンドトラック』（おっさんずラブ イン ザ スカイ オリジナルサウンドトラック）は、2020年2月19日に発売された同名テレビドラマのサウンドトラックCD（劇伴）。音楽担当は河野伸。発売元はバップ。規格品番はVPCD-86302。

## 解説
2016年暮れの単発テレビドラマ、2018年4月から6月にかけて土曜ナイトドラマ枠で初放送された連続テレビドラマ、2019年日本公開の劇場版を経て、2019年11月から12月にかけて連続テレビドラマとして同じテレビ朝日系深夜ドラマ枠で放送された『おっさんずラブ -in the sky-』の劇伴を収めたサウンドトラックCDである。
CDパッケージは三方背紙ケースに収められたジュエル・ケース仕様。ブックレット表紙は田中圭・千葉雄大・戸次重幸・吉田鋼太郎（50音順）が被写体となっている。また、第5話編集完了時点における、番組プロデューサー・貴島彩理、選曲・岩下康洋、音楽家・河野伸の鼎談を文字に起こしたライナーノーツを掲載している。なお、CD帯背表紙に記載のタイトルは『土曜ナイトドラマ おっさんずラブ =in the sky= オリジナル・サウンドトラック』である。
収録された全30曲はすべて新録音。sumikaが歌う主題歌「願い」のインストゥルメンタル（ピアノ・バージョン）のみ、河野伸作曲ではない。
発売当初は外付け特典として、一部の店頭やインターネット・ショップで「成瀬スタンプ マスキングテープ」が付属した。

## 収録曲
1. おっさんずラブ -in the sky- メインテーマ（5分41秒）[1]
2. TAKE OFF（3分20秒）
3. ご搭乗の皆様に申し上げます!（36秒）
4. ようこそ天空ピーチエアラインへ（2分2秒）
5. HARU CHANG CHANG（1分38秒）
6. 黒澤ダンディズム（1分34秒）
7. グラサンハイウェイ（2分8秒）
8. なぞなぞ（1分17秒）
9. シノメシ（1分28秒）
10. 別れの旋律（3分11秒）
11. ラブラビリンス（2分22秒）
12. 恋の嵐は突然に（2分41秒）
13. あなたも私もディスパッチ（2分11秒）
14. 好きサー大好きサー!（1分36秒）
15. CALL ME REIJI（3分1秒）
16. 耐えよ愛（2分16秒）
17. 上昇気流（2分11秒）
18. 君の隣で（2分30秒）
19. MY GREAT CAPTAIN（5分27秒）
20. 月が綺麗ですね（3分24秒）
21. 前略コックピットより（2分10秒）
22. 嫉妬の行方（2分00秒）
23. 乱気流の予感ナリ（2分2秒）
24. 星空を仰ぐ君へ（2分45秒）
25. 祈り（2分27秒）
26. 僕と君の寮暮らし（1分40秒）
27. また明日（1分55秒）
28. 願い 〜ピアノver.〜（2分24秒）
  - 作曲: 黒田隼之介
29. おっさんずラブ -in the sky- メインテーマ 〜ピアノver.〜（3分27秒）
30. おっさんずラブ -in the sky- メインテーマ 〜オルゴールver.〜（3分35秒）